# Міжнародна фінансова корпорація
Міжнародна фінансова корпорація (МФК) англ. International Finance Corporation (IFC) — одна з п'яти інституцій Групи Світового банку, заснована в 1956. Штаб-квартира — Вашингтон. Нараховує 184 країни-члени, серед них Україна (з 1993).

## Мета діяльності
Головна мета МФК — сприяння економічному зростанню країн, що розвиваються, через заохочення приватного підприємництва у виробничому секторі.

## Організаційна структура
Організаційна структура:
- Рада керуючих;
- Директорат;
- Президент;
- Банківська консультативна комісія;
- Діловий консультативний комітет.

Рада керуючих — вищий орган МФК. Кожний керуючий МБРР автоматично стає й керуючим МФК, якщо його країна є членом МФК. Рада проводить щороку збори водночас зі зборами МБРР, на яких обговорюються найважливіші проблеми політики банку й МФК.
Директорат здійснює поточну роботу. Він складається з 24 директорів, які водночас є директорами МБРР.
Президент МФК за посадою є головою директорату МФК. Він називається також виконавчим президентом.
Банківська консультативна комісія складається з восьми представників провідних міжнародних інститутів. Разом з керівництвом МФК вони обговорюють ділові й політичні проблеми й стратегію корпорації.
Діловий консультативний комітет сполучає провідних промисловиків, банкірів, державних діячів, які обмінюються думками з керівництвом МФК з економічних та фінансових проблем.